# 신 미에도 아 라 베르다드
《신 미에도 아 라 베르다드》(스페인어: Sin miedo a la verdad)는 2018년부터 현재까지 방영된 멕시코의 텔레비전 드라마이다.